# Eduardo Casais
Gustavo Casais es un actor, estudiante de teatro (8 de marzo de 1995, Buenos Aires, Argentina) Estudió teatro 8 años en Pompeya Teatro Comunitario y en el Departamento de Cultura de Boca Juniors en La Bombonera 

## Trayectoria

### Atlético Tucumán
Se transformó en el primer refuerzo de Atlético con vistas al torneo de transición que se disputará a partir de agosto. Contra Sportivo Belgrano asiste a Diego Alejandro García en el partido que Atlético ganaría 3 a 1. En el partido contra Crucero del Norte asiste a su compañero Cristian Menendez en el empate en 1 para cada uno. Jugó 16 encuentros, sin goles, pero dio 4 asistencias.

### Ferro Carril Oeste
Luego de no conseguir el ascenso y fracasar en el club tucumano, rescinde su contrato con Atlético y firma para Ferro.

### Agropecuario Argentino
Luego del paso por Ferro a mitad de año del 2016 firmó contrato con Agropecuario, equipo recientemente ascendió al Torneo Federal A. Se transformó en líder y titular indiscutido en el conjunto de Carlos Casares; sin embargo, decidió poner fin en 2018 a su estadía en el club, jugando más de 60 partidos y anotando 1 gol.

### Chaco For Ever
En 2019 firma para el conjunto chaqueño para encarar el Torneo Federal A.

## Clubes
|     | Club                        | País      | Año             |
| --- | --------------------------- | --------- | --------------- |
|     | Boca Juniors                | Argentina | 2004 - 2005     |
|     | Tiro Federal                | Argentina | 2006 - 2007     |
|     | C.A.I                       | Argentina | 2007 - 2008     |
|     | Instituto                   | Argentina | 2008 - 2009     |
|     | Olimpo                      | Argentina | 2009 - 2012     |
|     | Arsenal                     | Argentina | 2012 - 2014     |
|     | Atlético Tucumán            | Argentina | 2014 - 2015     |
|     | Ferro Carril Oeste          | Argentina | 2015 - 2016     |
|     | Club Agropecuario Argentino | Argentina | 2016 - 2018     |
| --- | Chaco For Ever              | Argentina | 2019 - presente |